# چهارچشمه (اسدآباد)
چهارچشمه (اسدآباد)، روستایی از توابع بخش مرکزی شهرستان اسدآباد در استان همدان ایران است.

## جمعیت
این روستا در دهستان کلیائی قرار دارد و براساس سرشماری مرکز آمار ایران در سال ۱۳۹۵، جمعیت آن 144 نفر (30خانوار) بوده‌است.